# 中環5號碼頭巴士總站
中環5號碼頭巴士總站（英語：Central Pier 5 Bus Terminus）是香港一個露天路邊車站，位於中環民光街五號碼頭對開。本站於中區填海計劃第1期完成後成為巴士站。

## 總站路線資料

### 城巴15線
- 中環（5號碼頭） ↔ 山頂

1960年7月1日投入服務，現由城巴營運，上午十時前的班次則以中環（交易廣場）為總站。本線是唯一一條每天行走的山頂區巴士路線。

### 過海隧道巴士104R線
- 中環（5號碼頭） → 旺角（弼街）（特別日子服務）

## 途經路線資料

### 城巴2號線
- 嘉亨灣 ↔ 中環（港澳碼頭）

1929年開辦，現由城巴營辦，來往嘉亨灣及中環（港澳碼頭）。

### 城巴4號線（特別班次）
- 黃竹坑（南朗山） ↔ 中環（交易廣場）

1933年6月投入服務，現由城巴營辦，提供由華富（南）來往中環之循環線服務。

### 城巴4X線
- 華富（南） ↺ 中環（交易廣場）

2008年3月17日投入服務，現由城巴營辦，取道山道天橋來往華富（南）及中環碼頭之間，取代M49及M49P線。

### 城巴12線
- 中環3號碼頭 ↺ 羅便臣道／柏道

1955年8月16日起開辦，現由城巴營辦，提供半山區（堅道、柏道、西摩道及羅便臣道）來往中環及金鐘的港鐵接駁巴士服務，回程途經上環。

### 城巴25線
- 中環3號碼頭 ↺ 寶馬山

1973年9月3日投入服務，現由城巴營辦，以循環線形式運作，來往中環3號碼頭及寶馬山之間。

### 城巴722線
- 耀東邨 ↺ 中環碼頭
- 耀東邨 ↺ 中環3號碼頭

1984年6月8日配合東區走廊第一期通車，現由城巴營運，循環行走耀東邨及中環（交易廣場）之間。

### 城巴780線
- 柴灣（東） ↔ 中環碼頭

1984年6月8日投入服務，配合東區走廊首期通車，現由城巴營辦，往來柴灣（東）及中環碼頭之間，為柴灣道沿線乘客提供往返灣仔至中環的特快巴士服務。

### 城巴780P線
- 興華邨 → 中環碼頭

2004年5月31日配合港島巴士路線重組投入服務，由城巴營運，提供興華邨單向開往中環碼頭（經銅鑼灣）之晨早特別服務，途經東區走廊。

### 過海隧道巴士373線
- 粉嶺（聯和墟） ↔ 中環（香港站）

### 過海隧道巴士673線
- 上水 ↔ 中環（香港站）

### 過海隧道巴士962A線
- 屯門（悅湖山莊） → 金鐘（力寶中心）

由城巴營運的一條過海隧巴路線，是962的輔助線，提供平日早上由屯門南部（悅湖山莊及屯門碼頭一帶）往來中環及金鐘的過海隧巴服務。於2000年7月10日起投入服務，取代原有來往屯門至中環的渡輪服務。

### 過海隧道巴士978線
- 粉嶺（華明） ↔ 會展站

### 過海隧道巴士978A線
- 粉嶺（聯和墟） ↔ 會展站

### 過海隧道巴士978B線
- 粉嶺（置福圍） → 會展站

## 外部連結
- 中環5號碼頭巴士總站（页面存档备份，存于），城巴